# 赖阿南纳

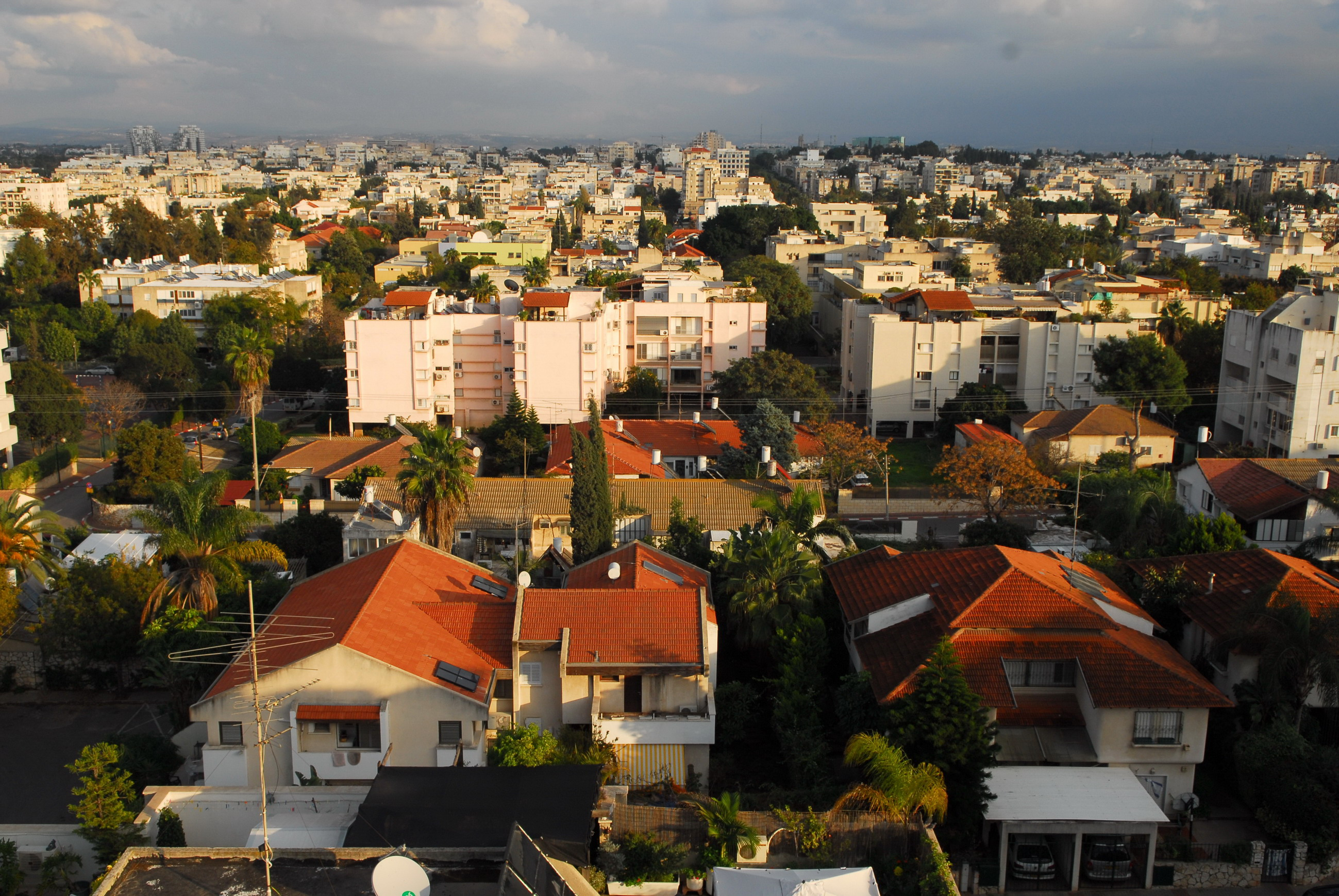
Raanana city

赖阿南纳（希伯来语：‎）是以色列中央区的一座城市，人口100,000人（2022年）。

## 友好城市
- 荷兰奥普斯特兰
- 德国布拉姆舍
- 法國 布洛涅-比扬古
- 意大利维罗纳
- 美国亚特兰大
- 台湾台南
- 德国戈斯拉尔